# Pachymerium tabacarui
Pachymerium tabacarui este o specie de chilopod din familia Geophilidae, care este endemică României.